# Ocholt-Westersteder Eisenbahngesellschaft
| Streckenlänge: | 7,115 km            |                |                |
| Spurweite: | 750 mm (Schmalspur) |                |                |
| |                     |                |                |
| \| \| \| von Leer \| \| \| \| 0,0 \| Ocholt \| Ocholt \| \| \| \| nach Oldenburg \| \| \| \| 2,8 \| Südholt \| Südholt \| \| \| 6,75 \| Westerstede \| Westerstede \| \| \| 7,1 \| Endpunkt \| Endpunkt \| |                     |                |                |
| Strecke |                     | von Leer       | von Leer       |
| Bahnhof | 0,0                 | Ocholt         | Ocholt         |
| Abzweig ehemals geradeaus und nach rechts |                     | nach Oldenburg | nach Oldenburg |
| Haltepunkt / Haltestelle (Strecke außer Betrieb) | 2,8                 | Südholt        | Südholt        |
| Bahnhof (Strecke außer Betrieb) | 6,75                | Westerstede    | Westerstede    |
| Haltepunkt / Haltestelle Streckenende (Strecke außer Betrieb) | 7,1                 | Endpunkt       | Endpunkt       |

Die Ocholt-Westersteder Eisenbahngesellschaft war eine Eisenbahn, die den Verkehr
zwischen den Orten Ocholt und Westerstede betrieb.

## Geschichte
Da die 1869 eröffnete Bahnstrecke Oldenburg–Leer am Ort Westerstede vorbeiführte, gab es bald Initiativen, eine Verbindung zum nächsten Bahnhof herzustellen. Nachdem am 22. Dezember 1874 die Konzession erteilt worden war, begannen im März 1876 die Bauarbeiten, und am 1. September 1876 konnte die schmalspurige Strecke in Betrieb genommen werden. Diese Bahn war eine der ersten Schmalspurbahnen in Deutschland für den öffentlichen Verkehr überhaupt, nur die Bröltalbahn war älter.

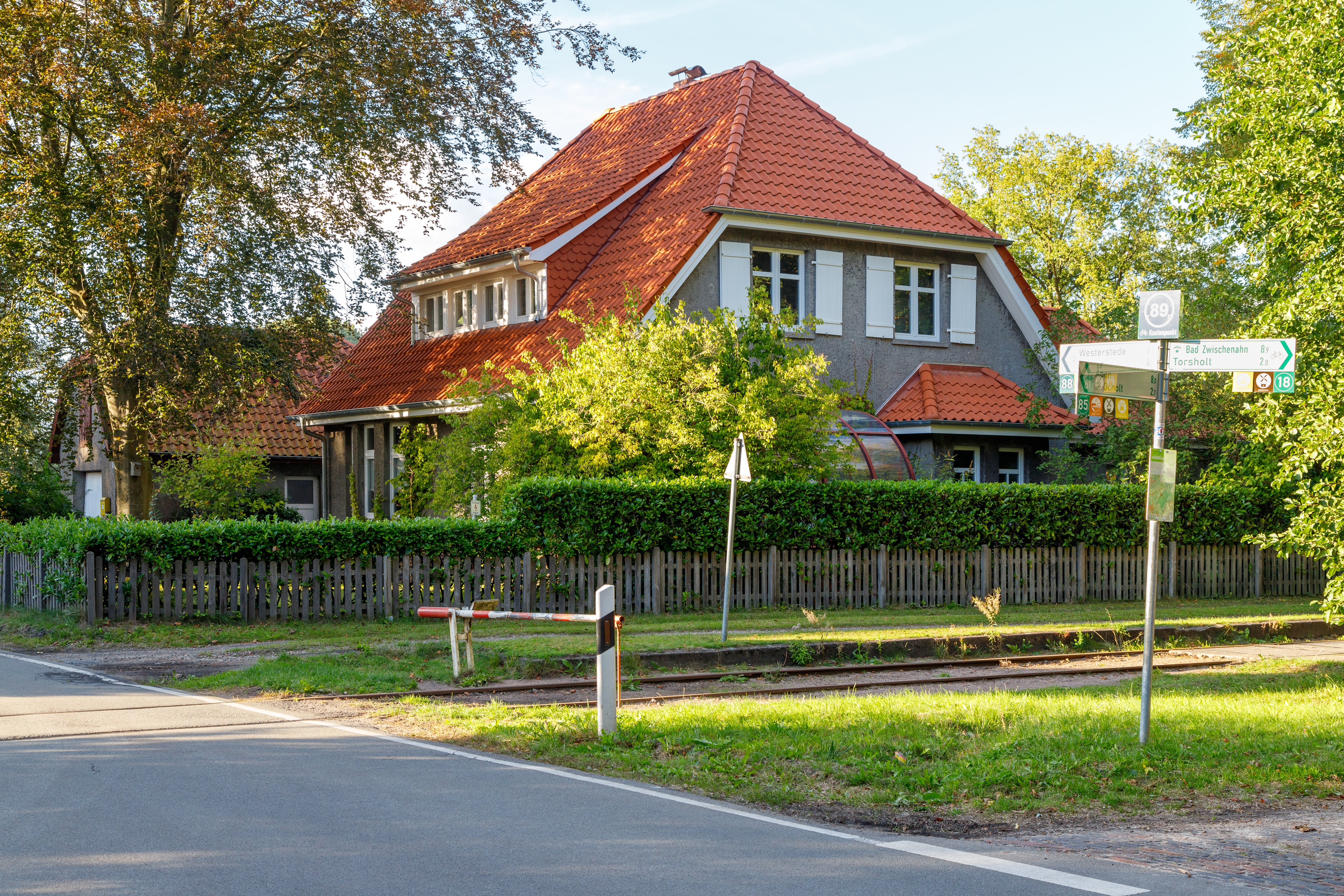
Ehemaliges Bahnhofsgebäude Südholt

Gesellschafter der Bahn war die Gemeinde Westerstede. Die Betriebsführung hatte die Großherzoglich Oldenburgische Eisenbahn (GOE).
Der Personenverkehr war die Hauptlast, täglich drei bis vier Zugpaare beförderten 40.000 bis 50.000 Fahrgäste im Jahr. Der Güterverkehr lag bei 4.000 t bis 7.000 t jährlich. Ab 1894 gab es auch einen Rollbockverkehr. Aufgrund der sparsamen Betriebsführung wurden jährlich Gewinne erzielt.
Durch den Ausbau Wilhelmshavens zum Marinestützpunkt wurde auch der Bedarf an Zufuhrstrecken größer, und so gab es Planungen, die Strecke zu verstaatlichen, umzuspuren und in Richtung Wilhelmshaven zu verlängern.
Am 27. März 1903 wurde im Oldenburger Landtag ein entsprechendes Gesetz verabschiedet, am 16. Oktober 1904 verkehrte der letzte Zug auf der Schmalspurbahn. Bereits 14 Tage später verkehrte der erste Normalspurzug auf der umgespurten Strecke zwischen Ocholt und Westerstede. Diese Strecke wurde bis Ellenserdamm an der Bahnstrecke Oldenburg–Wilhelmshaven verlängert und bis 2001 betrieben.